# 4270 Juanvictoria
4270 Juanvictoria è un asteroide della fascia principale. Scoperto nel 1975, presenta un'orbita caratterizzata da un semiasse maggiore pari a 2,3689851 UA e da un'eccentricità di 0,1812548, inclinata di 12,14217° rispetto all'eclittica.